# Alexanderkerk (Rinsumageest)
De Alexanderkerk is een kerkgebouw in Rinsumageest in de Nederlandse provincie Friesland. De kerk is een rijksmonument.

## Beschrijving
De kerk was oorspronkelijk een driebeukige tufstenen kerk uit de 12e eeuw gewijd aan Sint-Alexander. In de 16e eeuw werd de kerk tweebeukig, doordat de kleine zijbeuken vervangen werden door een nieuwe grotere gotische zijbeuk aan de zuidzijde, gedeeltelijk met baksteen. De zadeldaktoren uit de 13e eeuw werd in 1610 grotendeels vernieuwd. De klok uit 1620 is gegoten door Hans Falck. De kerk heeft ook onderdelen die uit nabijgelegen voormalige bouwwerken komen: twee zuilen uit het in 1580 opgeheven klooster Klaarkamp en een poortje van de Eysinga State. In de kerk bevond zich oorspronkelijk de Epposteen (collectie Fries Museum). Het orgel uit 1892 is gemaakt door Bakker & Timmenga.

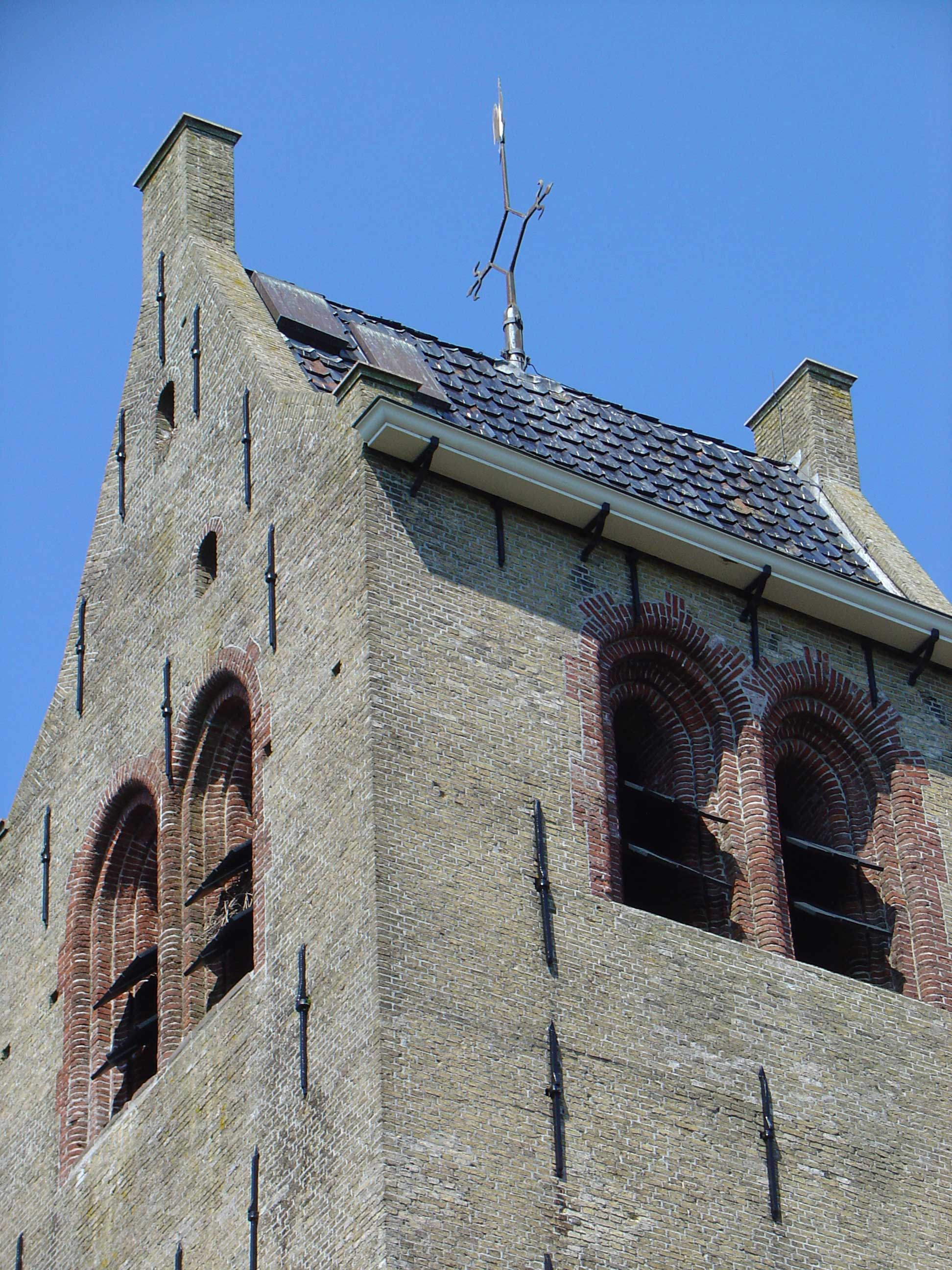
Zadeldaktoren